# Copa da Escócia de 1889–90
A Copa da Escócia de 1889-90 foi a 17º edição do torneio mais antigo do futebol da Escócia. O campeão foi o Queen's Park F.C., que conquistou seu 9º título na história da competição ao vencer a final contra o Vale of Leven F.C., pelo placar de 2 a 1.

## Premiação
| Copa da Escócia de 1889-90            |
| Escócia                               |
| ------------------------------------- |
| Queen's Park F.C. Campeão (9º título) |